# 113e régiment d'infanterie territoriale
Pour les articles homonymes, voir 113e régiment.
Le 113e régiment d'infanterie territoriale est un régiment d'infanterie de l'armée de terre française qui a participé à la Première Guerre mondiale. Il est mobilisé en 1914 et affecté au Maroc pour tenir des postes isolés, protéger les voies de communication, réprimer les révoltes et assurer la protection des tribus amies. Il est dissous en janvier 1919.

## Création et différentes dénominations
Le régiment reçoit son numéro par décret du 19 mars 1875, en prévision de la mobilisation.

## Chefs de corps
- 1er août 1914 : Lieutenant-colonel Chapron[2].
- 14 août 1914 : Lieutenant-colonel Lapeyre[2].
- 15 juin 1915 : Lieutenant-colonel Logerot[2].
- 14 mai 1917 : Lieutenant-colonel Giannardi

## Historique des garnisons, combats et batailles du113eRIT

### Première Guerre mondiale

#### 1914
Le régiment est mobilisé à Toulon et Saint-Jean-du-Var et se constitue sous les ordres du lieutenant-colonel Chapron. Il assure la garde du front de mer et des voies ferrées, depuis la presqu'île de Giens jusqu'au Lavandou jusqu'au 14 août 1914. A cette date, il est placé sous le commandement du lieutenant-colonel Lapeyre par le vice-amiral de Louis de Marolles, commandant en chef du front de mer et préfet maritime de Toulon, qui annonce à la troupe que le régiment est désigné comme corps d’occupation des postes avancés du Maroc Oriental et Occidental.
Le régiment compte à un effectif de  55 officiers, 4 041 sous-officiers et soldats, 27chevaux. Il est constitué de quatre bataillon.
Le 17 août 1914, à Marseille, il embarque sur les paquebots :  La Savoie (2e bataillon), Ville-de-Bône (1er bataillon), Manouba, (3e bataillon), Alsace, (4e bataillon).
A son arrivée au Maroc les effectifs du régiment sont disséminé en petits groupes pour tenir des postes isolés et assurer la sécurité des voies de communication. Pendant toute la durée de son séjour au Maroc les détachements du régiment seront attaqués régulièrement par les Marocains sans subir de pertes importantes grâce à sa puissance de feu.
Affectations:
- Maroc Oriental (1er et 2e bataillon) : secteur d’Oudjda, Taza, Guercif, Taourirt
- Maroc occidental (3e et 4e bataillon) : Rabat, camp de Salé, Kenitra, Méchra-bel-Ksiri, Arbaoua, Bouznika

#### 1915
Le 4 mai 1915, à 3 km du poste de Chreïa, une patrouille de huit 8 hommes et un caporal est attaquée par une quarantaine de cavaliers marocains. Les soldats Thionnel et Salvatori sont tués.
Affectations et combats :
- 1er et 2e bataillons : Safsafat, Mçoum, Hassan-el-Youdi, puits de Redjerda, Guercif, Taourit.
- 3e et 4e bataillons : Sidi Boudouma, le Gharb, Fès, Rabat, Oued-Amelil.

#### 1916

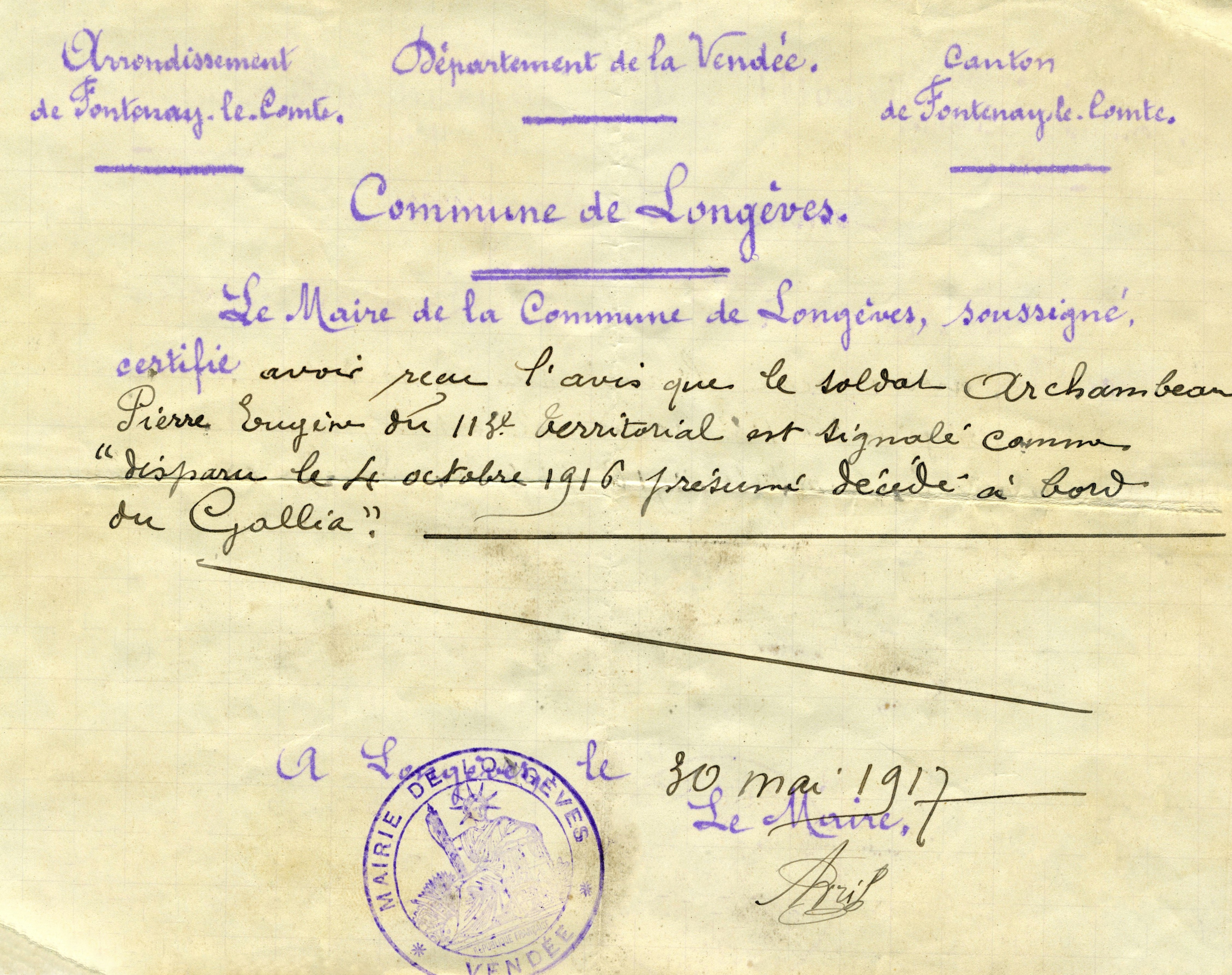
Certificat de décès d'un soldat du victime du torpillage du Gallia.

À partir du 16 septembre 1916, un détachement est formé à Toulon pour renforcer l'armée française d'Orient. Il embarque à bord du Gallia qui est torpillé par un sous-marin allemand au large de la Sardaigne le 4 octobre.
Le 19 septembre, le poste de Matmata est attaqué. Le soldat Lahore est tué.
Affectations et combats :
- 1er et 2e bataillon : Taourit, Gouttitir, La Bordette, Oudjda.
- 3e et 4e bataillon : Oued-N’Ja, Matmata, Taza.

#### 1917
Le 13 mars 1917, à Safsafat, le soldat Devizia, est assassiné à coups de poignard par les Marocains.
Le 27 août, à Safsafat, une corvée est attaquée aux environs du poste par 150 Marocains. Le caporal Michel et le soldat Allibert sont tués.
Le 4 octobre, près du poste de M’Çoum le soldat Mariotti est tué lors d'une patrouille de surveillance de la voie ferrée.
Affectations et combats :
- 1er et 2e bataillon :  Debdou, combat d’Igli, Moulay-Taïeb, Mahiridja.
- 3e et 4e bataillon : Tiflet, nord de Fès, Harcha, Sidi-Ben-Kacem, Oulm, puis Casablanca, M’Coum

#### 1918
Le 28 mars 1918 le 4e bataillon rentre en France.
Le 13 mai, le blockhaus de M'Siba est attaqué par de nombreux marocains, le caporal Brun et les soldats Ghigini et Vallarino sont tués. Le 2 juin, le caporal Reymonencq, du même poste, périt au cours d'une patrouille.
A Guercif, 16 avril, le sergent Aucourt est assassiné par des Marocains alors qu'il commandait une corvée.
Le 25 septembre, près du poste d'Aghbal (voie ferrée Fès-Taza) un détachement de protection est attaqué par environ 400 Marocains. Les sergents Gallian et Phalippon et les soldats Charvet, Guiraud, Camoin, Gauroard, Mistral, Férand, Marchetto, Piguet, Defilippi, Messani, Martin, Giana, Pomat, Porre sont tués.
À partir du 11 novembre 1918, les classes sont démobilisées et regagnent petit à petit la France en fonction de leur ancienneté. Le régiment assure ses missions de service d'ordre et de police jusqu'à sa totale dissolution en janvier 1919.

## Drapeau
Il ne porte aucune inscription.